# Vrdnik
Vrdnik (cyr. Врдник) – wieś w Serbii, w Wojwodinie, w okręgu sremskim, w gminie Irig. W 2011 roku liczyła 3092 mieszkańców.